# Parallelia frontinus
Parallelia frontinus là một loài bướm đêm trong họ Erebidae.